# Prigor

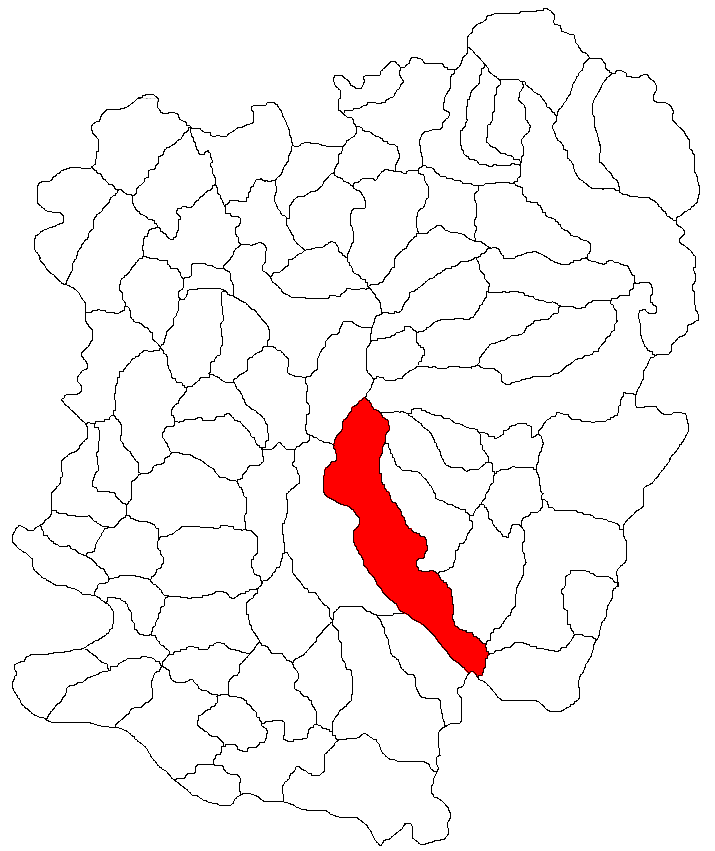
Lage der Gemeinde Prigor im Kreis Caraș-Severin

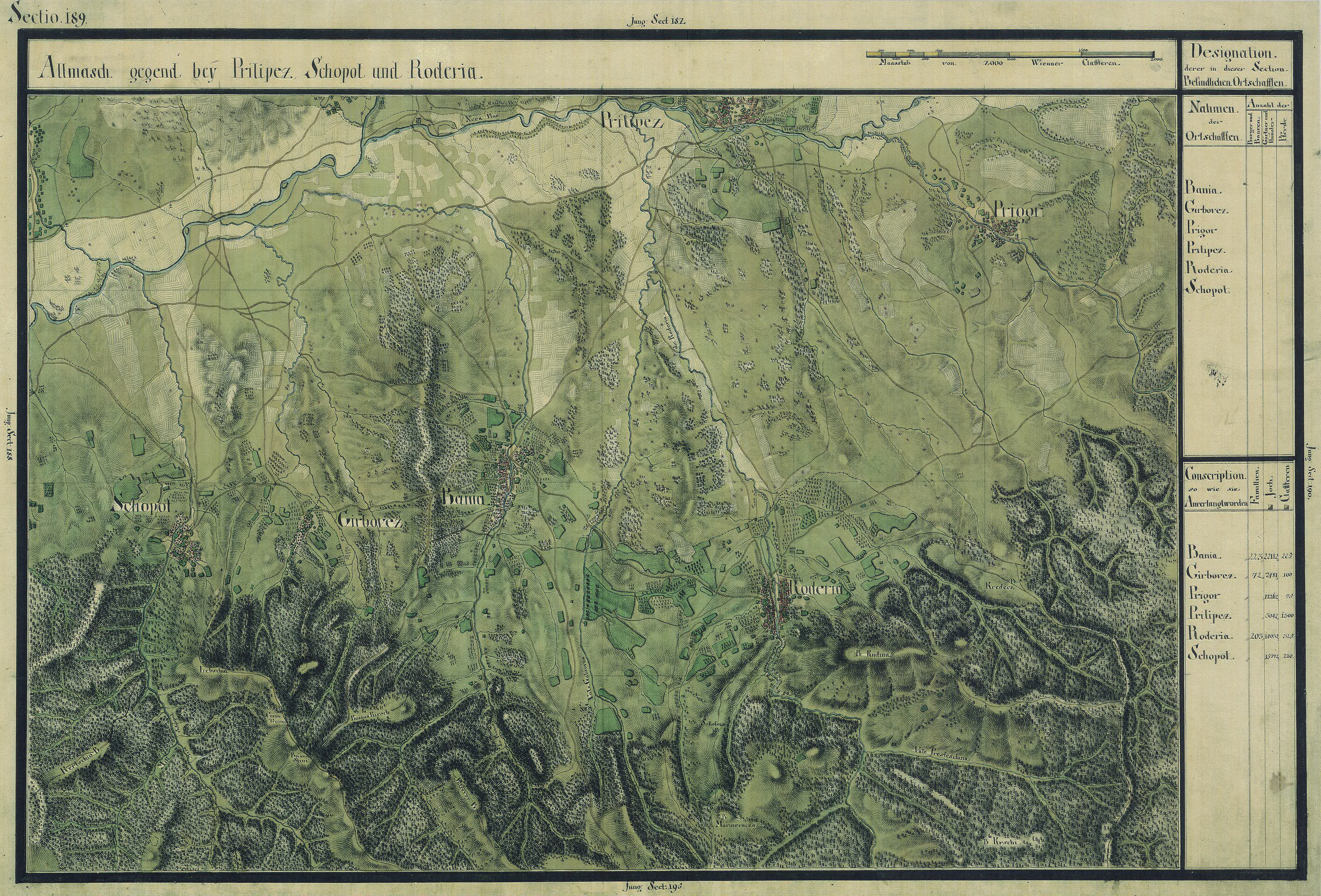
Prigor auf der Josephinischen Landaufnahme

Prigor (deutsch Briger, ungarisch Nérahalmos) ist eine Gemeinde im Kreis Caraș-Severin, in der Region Banat, im Südwesten Rumäniens. Zu der Gemeinde Prigor gehören auch die Dörfer Borlovenii Noi, Borlovenii Vechi, Pătaș und Putna.

## Geografische Lage
Prigor liegt in der Almăj-Senke, im Kreis Caraș-Severin, am Fuße des Semenic-Gebirges im Norden und des Almăj-Gebirges im Süden.

## Nachbarorte
| Pătaș    | Borlovenii Vechi                            | Șumița        |
| Prilipeț | Kompassrose, die auf Nachbargemeinden zeigt | Putna         |
| Bănia    | Eftimie Murgu                               | Almăj-Gebirge |

## Geschichte
Eine erste urkundliche Erwähnung stammt aus dem Jahr 1550. In den Aufzeichnungen von 1690 bis 1700 des Gelehrten Luigi Ferdinando Marsigli gehört Prigor zum Distrikt Almăj.
Auf der Josephinischen Landaufnahme von 1717 ist Prigor mit 50 Häusern eingetragen. Nach dem Frieden von Passarowitz (1718) war die Ortschaft Teil der Habsburger Krondomäne Temescher Banat. Auf der Mercy-Karte von 1723 ist Briger bewohnt.
Nach dem Einrichten der Banater Militärgrenze ab 1773 hatte die 3. Kompanie des Walachisch-Illyrischen Grenzregiments Nr. 13 seinen Sitz in Prigor. 1871 wurde die Militärverwaltung aufgelöst und die ungarische Komitatsverwaltung eingeführt.
Die amtliche Ortsbezeichnung wird in Nerahalmos geändert.
Der Vertrag von Trianon am 4. Juni 1920 hatte die Dreiteilung des Banats zur Folge, wodurch Prigor an das Königreich Rumänien fiel.

## Bevölkerungsentwicklung
| 1880 | 4821 | 4772 | 2  | 16 | 31  |
| 1910 | 5232 | 5047 | 66 | 15 | 104 |
| 1930 | 4594 | 4369 | 14 | 12 | 199 |
| 1977 | 3963 | 3907 | 3  | -  | 53  |
| 2002 | 2978 | 2899 | 2  | 1  | 76  |
| 2021 | 2078 | 1810 | -  | -  | 268 |